# المشور القصبة
المشور القصبة مدينة مغربية تقع في  جهة مراكش آسفي تقع ضمن عمالة مراكش عدد سكانها 16,860	 نسمة.